# Manuel Díaz Ordóñez
Manuel Díaz-Ordóñez (nacido el 27 de diciembre de 1967 en Barcelona, provincia de Barcelona), es un historiador y escritor español.

## Biografía
Licenciado en Geografía e Historia por la Universidad de Barcelona, Especialidad en Historia Moderna en 1992 y Doctor en Historia por la Universidad de Barcelona en el 2006. Miembro de AHILA (Asociación de Historiadores Latinoamericanistas Europeos) desde 1998 y asociado a la Asociación Española de Historia Económica (AEHE). Participando activamente en todas las iniciativas de investigación de la Asociación e incluido en su directorio europeo de red de investigadores. Miembro del Centro de Estudios de Historia Moderna de Barcelona Pierre Vilar. Miembro del Claustro de Doctores de la Universidad de Barcelona. Desde 2012 es profesor de Historia Económica en la Universidad de Sevilla y desde 2017 es codirector del Máster en Historia y Humanidades Digitales de la Universidad Pablo de Olavide de Sevilla

## Obra
Su actividad literaria se dirige en la línea de Investigación Histórica, centrándose en el periodo del siglo XVIII y más recientemente al siglo XIX y XX.

### Libros
- Amarrados al Negocio. Reformismo borbónico y suministro de jarcia para la Armada Real (1675-1751). Tesis doctoral. Universidad de Barcelona. Biblioteca de la Universidad de Barcelona. 2006.
- Amarrados al Negocio. Reformismo borbónico y suministro de jarcia para la Armada Real (1675-1751). Ministerio de Defensa, Madrid. 2009. ISBN 978-84-9781-512-3.
- República y Guerra Civil en Torre de Miguel Sesmero (1931-1936). Editora regional de Extremadura, Mérida. 2009. ISBN 978-84-9852-169-6.
- Prensa y republicanismo rural en el Badajoz del siglo XX. Las virutas de la memoria.. Departamento de Publicaciones de la Diputación de Badajoz, Badajoz. 2009. ISBN 978-84-7796-191-8.
- Victorino Silvero Verdasco. Memorias de un socialista extremeño (1928-1943). (Estudio histórico). Imprenta de la Diputación de Badajoz. Badajoz. 2011.

### Capítulos de Libros
- (open access) European Imperialism, War, Strategic Commodities, and Ecological Limits: The Diffusion of Hemp in Spanish South America and Its Ghost Fibers. pp. 52-76. En Bartolomé Yun-Casalilla, Ilaria Berti y Omar Svriz-Wucherer. American Globalization, 1492–1850. Trans-Cultural Consumption in Spanish Latin America. Routledge. 2021. 9780367766764
- El arsenal de Cartagena y Jorge Juan: historia, proyecto, diques y producción de jarcia para la Real Armada. pp. 557-597. En Manuel Reyes Hurtado, Las innovaciones de la Armada en la España del siglo de Jorge Juan. CSIC. 2020. 978-84-00-10646-1
- (con Eduardo Pascual Ramos, Sergio Solbes Ferri y Rafael Torres Sánchez), Entendiendo la agricultura de subsistencia desde lo preindustrial. la globalización y el subdesarrollo con un juego de simulación digital. Pag. 590-616. En: Ramon Molina de Dios et al…(editores), Investigaciones en Historia Económica. Su transferencia a la docencia. Palma de Mallorca, Universidad de las Islas Baleares. 2018. ISBN 978-84-09-01695-2
- Los pros y los contras de la guerra como motor de la globalización del cáñamo en América en el siglo XVII. Pag. 61-90. En: Comercio., Guerra y Finanzas en una época en transición (siglos XVII-XVIII). Castilla Ediciones. 2017
- (con Rafael Torres Sánchez), Buscando puentes. Las posibilidades docentes de enseñar con categorías. El ejemplo de las categorías empresariales. Pag. 150-161. En: Nuevas perspectivas en la investigación docente de la historia económica. Universidad de Cantabria, Editorial de la Universidad de Cantabria. 2016
- (con Rafael Torres Sánchez), Los suministros militares y los empresarios navarros del siglo XVIII. Pag. 115-125. En: Recuperando el Norte. Empresas, capitales y proyectos atlánticos en la economía imperial hispánica. Universidad del País Vasco (UPV). 2016
- Pedro de Mora y Salazar: marino, espía y administrador de la Comisión de Cáñamo de la Real Armada en Granada. Pag. 233-254. En: La economía marítima en España y las Indias. 16 estudios. San Fernando: Ayuntamiento de San Fernando. 2015
- Relaciones laborales en los arsenales de Marina del Dieciocho. Pag. 245-290. En: Estudios de Historia Naval: actitudes y medios en la Real Armada del siglo XVIII. Universidad de Murcia / Ministerio de Defensa. 2013. ISBN 978-84-9781-719-6
- La fabricación de jarcia en España. El Reglamento de Jorge Juan, 1750. en C. Martínez Shaw (ed.), El derecho y el mar en la España moderna, Universidad de Granada. Granada. 1995. Págs. 395-426

### Libros Ficción
- El Maestro de Jarcia. De Librum Tremens. Madrid. 2011. ISBN 978-84-1507-414-4.

### Artículos
- (con Domingo S. Rodríguez Baena y Bartolomé Yun-Casalilla) A new approach for the construction of historical databases—NoSQL Document-oriented databases: the example of AtlantoCracies. En: Digital Scholarship in the Humanities. 2023. https://doi.org/10.1017/S0165115321000310
- (con Manuel Pérez García) GECEM Project Database: A digital humanities solution to analyse complex historical realities in early modern China and Europe. En: Digital Scholarship in the Humanities. Vol. 38, núm. 1. 2023. Pag. 296-312. https://doi.org/10.1017/S0165115321000310
- (con Manuel Pérez García, Li Wang, Pedro Miguel Omar Svriz Wucherer y Nadia Fernández de Pinedo) The GECEM Database and Big Data Applications to "New Global History": Circulation of Global Goods and Trade Networks in China and Europe, Seventeenth-Eighteenth Centuries. En: Itinerario. 2021. Pag. 1-26. https://doi.org/10.1017/S0165115321000310
- (con Antonio José Rodríguez Hernández) Cannabis Yarn in the Spanish and English Empires. Different Policies, but the Same Results?. En: War & Society. 2021. Vol. 40. Núm. 1. Pag. 25-42. https://doi.org/10.1080/07292473.2021.1860317
- GECEM Database, Digital Humanities and Scientific Interdisciplinary: Understanding Global History from the Historical Document to Binary Computer Language. En: GECEM Newsletter. 2020. Núm. 4. Pag. 5-6.
- El abastecimiento militar de cáñamo para el imperio español (1665-1808): globalización, estado y empresarios en el largo Siglo XVIII. En: Espacio, Tiempo y Forma. Serie IV. Historia Moderna. 2019. Núm. 32. Pag. 45-71. https://doi.org/10.5944/etfiv.32.2019.22239
- (con Antonio José Rodríguez Hernández) Aristocracia y ejército a mediados del siglo XVII: el papel intermediario de la nobleza en el reclutamiento durante la crisis de 1658-59. En: Tiempos Modernos: Revista Electrónica de Historia Moderna. 2020. Vol. 10. Núm. 40. Pag. 315-339.
- (con Antonio José Rodríguez Hernández) El reclutamiento militar en España a comienzos del siglo XVII (1600-1625): problemas y soluciones (enlace roto disponible en Internet Archive; véase el historial, la primera versión y la última).. En: Les Melanges de la Casa de Velázquez. 2020. Vol. 50. Núm. 2. Pag. 263-286. https://10.4000/mcv.13386 (enlace roto disponible en Internet Archive; véase el historial, la primera versión y la última).
- Las nuevas periferias americanas en la circulación de cáñamo y jarcia para la construcción naval militar española en el siglo XVIII. En: Magallánica: Revista de Historia Moderna. 2019. Vol. 6. Núm. 11. Pag. 181-212
- Radiografía de un fracaso angloespañol: el cáñamo, un producto que debería de haber llegado de América durante los siglos XVI-XIX // X-Ray of an Anglo-Spanish failure: hemp, a product that should have come from America during the XVI-XIX Centuries En: Obradoiro de Historia Moderna. 2018. Núm. 27. Pag. 263-289. http://dx.doi.org/10.15304/ohm.27.5138
- Cannabis Sativa y Chile (1577-1700): Un Insumo al servicio del Imperio. En: Tempus. Revista en Historia General. 2017. Núm. 6. Pag. 1-21.
- El "triunfo" de la administración directa en el abastecimiento estratégico de jarcia y lona a la Real Armada española en el arsenal de Cartagena en 1751.// The" triumph" of the direct administration in the strategic supply of cordage and sailcloth to the Spanish Royal Navy. The Cartagena example in 1751 En: Obradoiro de Historia Moderna. 2017. Núm. 26. Pag. 149-178. http://dx.doi.org/10.15304/ohm.26.4271
- Presentación dossier: La logística anfibia: el poder naval del. Imperio español en el Mediterráneo durante el siglo XVIII.// Amphibious logistics: Mediterranean naval power of the Spanish Empire in the XVIII th century En: Revista Universitaria de Historia Militar. 2016. Vol. V. Núm. 10. Pag. 10-22
- Haciendo uso de Twitter en el Grado de Finanzas y Contabilidad de la Universidad de Sevilla. En: PRACTICUM de Historia Económica. 2016. Núm. 28. Pag. 1-28
- La comisión del cáñamo en Granada. Sustituir la dependencia báltica como estrategia defensiva del Imperio español en el siglo XVIII. En: Vegueta: Anuario de la Facultad de Geografía e Historia. 2016. Núm. 16. Pag. 93-123
- "Lo legal y lo ilegal en la contratación del asiento de Jarcia para la armada española". Tiempos Modernos, Revista de Historia Moderna. Enero de 2001, n. 2. [Consulta: 27 de enero de 2001].
- "El Reformismo Borbónico y el control de la industria estratégica; el traslado de la Real Fábrica de Jarcia de Puerto Real a la Carraca." En Revista de Historia Naval. Instituto de Historia y Cultura Naval. Madrid. ISSN 0212-467X, NIPO: 076-02-054-X, Número 76. (2002). Páginas 59-73
- "El riesgo de contratar con el enemigo. Suministros ingleses para la Armada española en el siglo XVIII" en Revista de Historia Naval. Instituto de Historia y Cultura Naval. Madrid. ISSN 0212-467X, NIPO: 076-03-063-0, Número 80. (2003). Páginas 65-73.
- "Cordelería primitiva americana en la navegación". En Revista de Arqueología del siglo XXI, ISSN 0212-0062. Madrid. Número 294. (2005). Páginas 42-51.
- "Los otros descubridores: torreños y sesmeranos en las primeras emigraciones a América 1527-1537". Revista Candelas. Badajoz. Número 26. 2005. Páginas 3-6.
- "El cáñamo y la corona española en Ultramar: América y Filipinas (siglos XVI-XVIII)". En Revista de Historia Naval. Instituto de Historia y Cultura Naval. Madrid. Número 90. 2005. Páginas 45-60.
- "Marinos-científicos y artesanos en la construcción naval militar española del Dieciocho". En Revista de Ingeniería naval, ISSN 0020-1073, N.º. 836, 2006, Págs. 68-76.
- "Españoles en la Segunda Guerra Mundial". En XXI Legio, N.º. 7, 2006, Págs. 37-38. (Junto a José Bernárdez Fonseca)
- "El empleo del esparto en la cordelería naval española de la antigüedad hasta el siglo XVIII". Tiempos Modernos, Revista de Historia Moderna. (2006), n. 14.
- “Si en comisión de Marina te vieres. Las dificultades salariales de un comisionado de la Armada Real en el Setecientos”. En Revista de Historia Naval, Instituto de Historia y Cultura Naval. Madrid. ISSN 0212-467X. NIPO 076-06-056-9 (papel), NIPO 076-06-057-4 (en línea), Número 95. (2006). Páginas 71-88.
- “La noche más larga de La Viga: naufragio en la Armada de la Guardia de la Carrera de Indias” en Revista General de Marina, junio (2007), ISSN 0034-9569, NIPO 076-07-042-X (papel), NIPO 076-07-045-6 (en línea), Vol. 252, N.º. 6, 2007, Págs. 811-818, (Índice de contenidos).
- “Germán Luís Andrade Muñoz, Un mar de intereses. La producción de pertrechos navales en Nueva España, siglo XVIII”. Revista ALHE. América Latina en la Historia Económica, n.º 27 (2007).[1]
- “Ciclo de conferencias “Ifni-Sáhara: 50 años de la última guerra de África”. En XXI Legio. (2008). Págs. 35-38. (Junto a José Bernárdez Fonseca)
- “La pérdida de Reina Regente en la prensa de Santa Cruz de Tenerife” en Revista General de Marina, enero-febrero de 2009, ISSN 0034-9569, NIPO 076-09-014-4 (papel) NIPO 076-09-015-X (en línea) Vol. 256, 2009, Págs. 95-102.
- “La Real Armada y el control del Orinoco en la primera parte de la independencia venezolana: La batalla de Sorondo" en Revista General de Marina, agosto-septiembre (2009), ISSN 0034-9569, NIPO 076-09-014-4 (papel) NIPO 076-09-015-X (en línea) Vol. 257, 2009, Págs. 271-281.
- “Singladura del transporte de guerra Manila” en Revista General de Marina, diciembre de 2010, ISSN 0034-9569, NIPO 076-09-014-4 (papel) NIPO 076-09-015-X (en línea) Vol. 259, 2010, Págs. 763-775.
- “Corrección y añadido al historial del transporte de guerra Manila” en Revista General de Marina, marzo de 2011, ISSN 0034-9569, NIPO 076-09-014-4 (papel) NIPO 076-09-015-X (en línea) Vol. 260, 2011, Págs. 201-202.
- “El mascarón original del Juan Sebastián de Elcano. Punto final a un debate” en Revista General de Marina, abril (2011), ISSN 0034-9569, NIPO 076-09-014-4 (papel) NIPO 076-09-015-X (en línea) Vol. 260, 2011, Págs. 385-400.

### Participación en proyectos nacionales e internacionales
- Research Fellows: GECEM-679371 (Global Encounters between China and Europe: Trade Networks, Consumption and Cultural Exchanges in Macau and Marseille, 1680-1840) project is funded by ERC (European Research Council)-Starting Grant scheme under the EU Framework Programme for Research and Innovation (Horizon 2020), being prof. Manuel Perez Garcia the principal investigator. The project was awarded in the ERC-Starting Grant Call of 2015. The GECEM starts on 1 July, 2016, and it will end up on 30 June 2021,

- Investigador de EJERCITO, MARINA Y ESTADO: LA CONSTRUCCION DEL SISTEMA IMPERIAL HISPANICO EN EL SIGLO XVIII. Universidad Nacional Autónoma de México, IN404115, 2015-2017.
- Investigador de GLOBALIZACION IBERICA: REDES ENTRE ASIA Y EUROPA Y LOS CAMBIOS EN LAS PAUTAS DE CONSUMO EN LATINOAMERICA. Mineco. Convocatoria 2014 – Proyectos I+D – Programa Estatal de fomento de la iNvestigación Científica y Técnica de Excelencia. HAR2014-53797-P, 2015-2019.
- Investigador de Responsable del proyecto de Contrato con empresas (Arts. 68/83 LOU): Universidad Pablo de Olavide-Universidad de Sevilla_GECEM (3554/0976)
- Investigador de Globalización Ibérica: Redes entre Asia y Europa y los cambios en las pautas de consumo en Latinoamérica PROYECTOS DE I+D CONVOCATORIA 2014. Ministerio De Economía Y Competitividad. HAR2014-53797-P 01/01/2015 hasta 31/12/2018
- Investigador de Redes empresariales y administración estatal: la producción de materiales estratégicos en el mundo hispánico como escenario de la globalización temprana. PAPIIT – Programa de Apoyo a proyectos de Investigación e Innovación Tecnológica. Instituto de Investigaciones Históricas, Universidad Nacional Autónoma de México. PAPIIT IG400318 Fecha inicio 02/01/2018 Fecha fin 01/01/2021.
- Investigador de El emprendimiento como herramienta de innovación docente. Universidad de Navarra. Facultad de Ciencias Económicas y Empresariales. Servicio de Calidad de Innovación. Fecha inicio 20/07/2016 Fecha fin 20/07/2017.
- Investigador de Los nervios de la guerra. Movilización de recursos militares y construcción de la monarquía imperial hispánica en los siglos XVII y XVIII. PROGRAMA ESTATAL DE FOMENTO DE LA INVESTIGACIÓN CIENTÍFICA Y TÉCNICA DE EXCELENCIA – SUBPROGRAMA ESTATAL DE GENERACIÓN DE CONOCIMIENTO. Ministerio De Economía Y Competitividad. HAR2015-64165-C2-1-P. Fecha inicio 01/03/2016 Fecha fin 01/03/2019.

- I Simposio de Historia de la Economía Marítima Española (1992): Realizado en Barcelona participó con La fabricación de jarcia en España. El Reglamento de Jorge Juan, 1750.
- Profesor visitante Cursos de verano Universidad Internacional de Andalucía (sede La Rábida)
- Colaborador del proyecto La flota española del siglo XVIII (PB89-0224).Ministerio de Educación y Ciencia, Universidad de Barcelona. Investigador responsable: Dr. Carlos Martínez Shaw.

## Ponencias en Congresos

### Nacional
- “La fabricación de jarcia en España. El Reglamento de Jorge Juan, 1750.” En I Simposio de Historia de la Economía Marítima Española (Barcelona 1992). El derecho y el mar en la España moderna / coord. por Carlos Martínez Shaw, 1995, ISBN 84-338-2108-3, pags. 395-426.

### Internacional
- "La burguesía catalana y el comercio con América. El asiento de jarcia." en John R. Fisher (Ed.), Actas del XI Congreso Internacional de AHILA, (Liverpool. 1998). Págs. 156-183.
- "El Reformismo Borbónico y el suministro de jarcia para la Armada española. 1720-1740." En Actas XII Congreso Internacional de AHILA. (Oporto. 2001). Págs. 277-288
- "Arbitrismo y producción de jarcias. Un expediente de 1749". XIV Congreso de AHILA (Castellón, 20 al 24 de septiembre de 2005). (Sin previsión de fecha de publicación).
- "El control de calidad en la fabricación de jarcias (1755)". En Encuentro Internacional de Investigación "España en el comercio marítimo Internacional 1648-1828", UIMP, Sevilla. 2008.

## Premios
- Premio Nacional Virgen del Carmen[2] 2007. Modalidad “Del Mar”. Instituto de Historia y Cultura Naval. Armada Española.
- Premio Arturo Barea[3] 2008. Diputación de Badajoz
- Premio de Investigación Histórica 'José María Calatrava'[4] 2009. Caja de Extremadura, Obra Social.

## Entrevistas
- La Semana de Dos Hermanas el 26 de septiembre de 2007 por Manuel Luis Pérez con motivo del fallo del premio Virgen del Carmen (Armada Española).
- Revista Somos Núm. 8 / nov.-dic 2008 por Marta Gómez Ramírez con motivo la entrega del premio Arturo Barea (Diputación de Badajoz).
- Diario Hoy(Badajoz)[5] por Mercedes Barrado Timón con motivo del fallo del premio Arturo Barea (Diputación de Badajoz).
- Diario Hoy (Badajoz)[6] por Mercedes Barrado Timón con motivo la entrega del premio Arturo Barea (Diputación de Badajoz).
- Periódico El Quinto (Dos Hermanas)